# Élection partielle de Fermanagh and South Tyrone d'août 1981
L'élection partielle de Fermanagh and South Tyrone se déroule le 20 août 1981.
Elle vise à remplacer le député du Anti H-Block Bobby Sands, élu lors de la précédente élection partielle au mois d'avril pour représenter la circonscription électorale nord-irlandaise de Fermanagh and South Tyrone à la Chambre des communes, qui est mort le 5 mai des suites de sa grève de la faim.
Le Representation of the People Act 1981 (en) empêche toute candidature d'un autre prisonnier de l'Armée républicaine irlandaise provisoire. C'est par conséquent Owen Carron, qui avait joué le rôle d'agent de Sands lors de l'élection partielle d'avril, qui se présente sous l'étiquette du Anti H-Block en tant que « prisonnier politique par procuration ». Il remporte la victoire face au candidat du Parti unioniste d'Ulster Ken Maginnis avec 2 230 voix d'avance. À l'âge de 28 ans, il devient le plus jeune membre de la Chambre des communes britannique, même s'il n'y siège jamais, les élus irlandais républicains pratiquant une politique d'abstentionnisme.
Lors des élections générales de 1983, la circonscription est à nouveau disputée entre Carron, qui se présente alors sous la bannière du Sinn Féin, et Maguinis. Cette fois-ci, c'est le candidat unioniste qui l'emporte.

## Les résultats
| Parti         | Parti            | Candidat           | Votes  | Votes | Votes |
| Parti         | Parti            | Candidat           | Voix   | %     | +/-   |
| ------------- | ---------------- | ------------------ | ------ | ----- | ----- |
|               | Anti H-Block     | Owen Carron        | 31 278 | 49,1  | − 3,1 |
|               | UUP              | Ken Maginnis       | 29 048 | 45,6  | − 4,2 |
|               | Alliance         | Seamus Close (en)  | 1 930  | 3,0   | —     |
|               | Republican Clubs | Tom Moore          | 1 132  | 1,8   | —     |
|               | General Amnesty  | Martin Green       | 249    | 0,4   | —     |
|               | The Peace Lover  | Simon Hall-Raleigh | 90     | 0,1   | —     |
| Participation | Participation    | Participation      | 63 727 | 88,6  | + 1,7 |